# 735

## Eventos
- Uma epidemia de varíola tem início no Japão antigo, resultando em diminuição de 30% na população.
- O jogo Go, também conhecido como Weiqi ou Baduk, é introduzido no Japão pelo monge budista Kibi Dajin.

## Nascimentos
- Alcuíno de Iorque, professor e encarregado da administração da educação no reino de Carlos Magno.

## Mortes
- Beda, monge anglo-saxão (n. cerca de 672).